# Abwärme
Abwärme ist Wärme, die von Lebewesen oder technischen Geräten erzeugt und an die Umgebung abgegeben wird.
Thermodynamisch betrachtet sind die meisten realen Prozesse irreversibel. Als Folge der Dissipation von Energie entsteht bei diesen Vorgängen unvermeidlich Wärme.
Je nach Zusammenhang wird Abwärme auch als Verlustwärme bezeichnet.

## Biologie

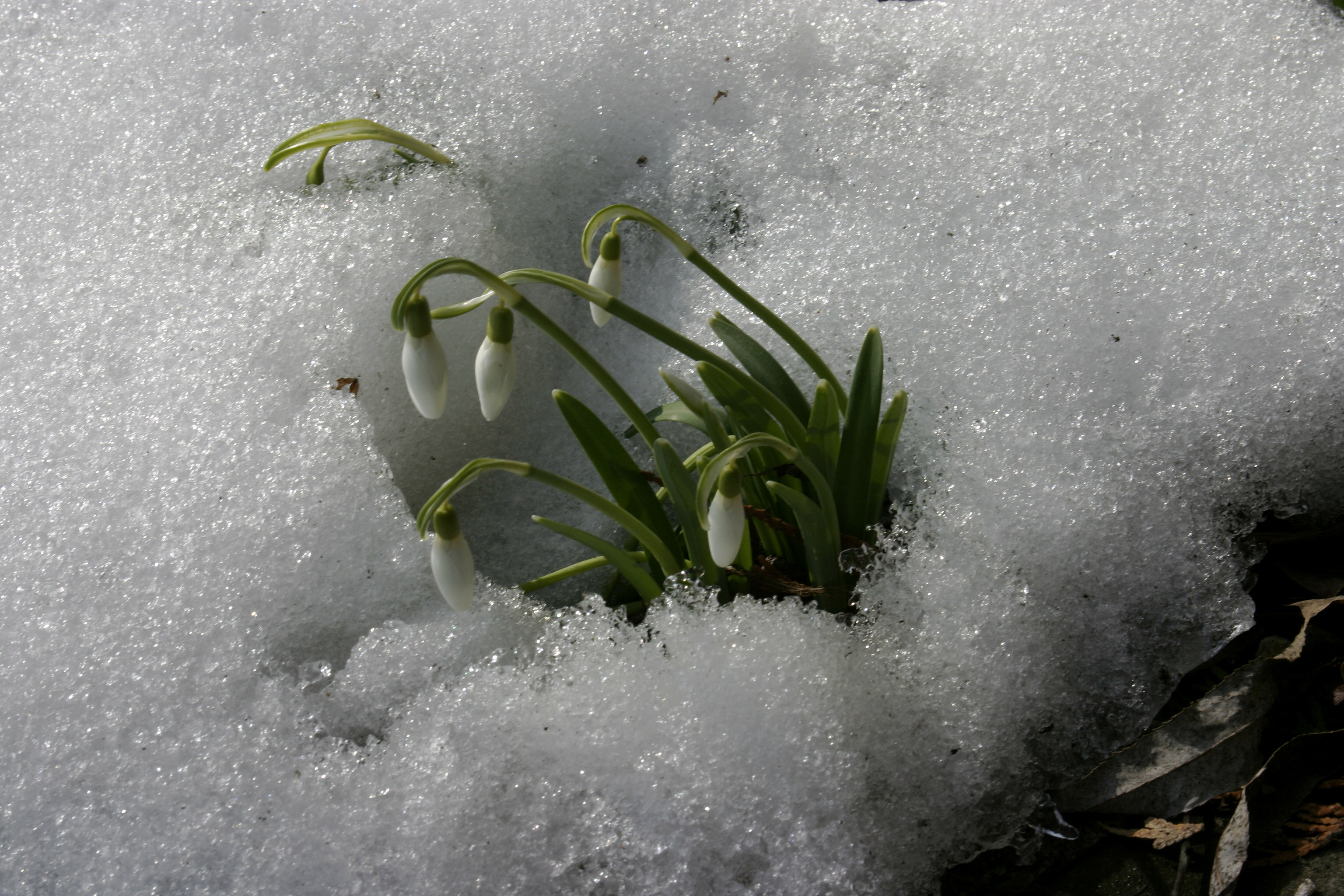
Schneeglöckchen durchdringen mittels Abwärme die Schneedecke

Bei Stoffwechselprozessen entsteht unvermeidlich Wärme (Thermogenese). Wechselwarme Organismen geben die selbst erzeugte Wärme vollständig als Abwärme an ihre Umgebung ab. Weil die Temperatur solcher Organismen dadurch wenig von ihrer Umgebungstemperatur abweicht, ist die geringe Abwärme kaum wahrnehmbar. Das Schmelzen von Schnee in unmittelbarer Nähe von Frühblühern kann aber auf die produzierte Abwärme zurückgeführt werden. Schneeglöckchen erwärmen sich sogar aktiv bis über die Umgebungstemperatur, sodass ihre Abwärme die Schneedecke über ihnen aufschmilzt und Licht hindurchdringen kann. Vögel und Säugetiere als gleichwarme Tiere geben immer so viel Energie als Abwärme ab, dass ihre Körpertemperatur nahezu konstant bleibt. Ihre Abwärme ist wahrnehmbar.
In beiden Fällen verfügen die Organismen über teilweise ausgeprägte Mechanismen zur Thermoregulation. Bei drohender Überhitzung durch starke Sonneneinstrahlung oder hohe Umgebungstemperaturen erhöhen Pflanzen ihre Wärmeabgabe, indem sie ihre Transpiration vergrößern und damit zusätzliche Verdunstungswärme abführen. Bei höheren Organismen erfüllt diese Funktion das Schwitzen oder Hecheln.

## Technik
Technische Geräte und Anlagen können nicht betrieben werden, ohne dass Abwärme erzeugt wird. Diese muss meist abgeleitet werden, um Störungen durch Überhitzung zu vermeiden oder um bei Kreisprozessen den Ausgangszustand des Arbeitsmediums wiederherzustellen.
Bei Energiewandlern stellt die Abwärme immer einen Verlust dar. Sie ist in diesem Fall Energie, die das System verlässt und nicht mehr für dessen Zweck zur Verfügung steht. Über die Abwärme lässt sich deshalb der Wirkungsgrad der Energiewandlung definieren.

### Elektrotechnik
Nach dem Ohmschen Gesetz erzeugt jeder stromdurchflossene Leiter, also nahezu jedes elektrotechnische Bauteil, eine Verlustwärme. Damit muss Abwärme aus jedem Elektrogerät und jeder elektrotechnischen Anlage abgeführt werden. In einem Elektromotor mindert neben mechanischer Reibung der bewegten Teile der Innenwiderstand der stromdurchflossenen Wicklung die über die Welle abgegebene mechanische Leistung {\displaystyle P_{\mathrm {m} }}. Für einen Elektromotor lässt sich daher ein Wirkungsgrad der Energiewandlung definieren, in den neben den Reibungsverlusten {\displaystyle P_{\mu }} auch die Verlustleistung des Innenwiderstand {\displaystyle R} der Spulen {\displaystyle P_{R}} negativ eingeht.
{\displaystyle \eta _{\mathrm {m} }={\frac {P_{\mathrm {m} }}{P_{\mathrm {el} }}}={\frac {P_{\mathrm {el} }-P_{\mu }-P_{R}}{P_{\mathrm {el} }}}}
In der Konsequenz werden auch Reibungsverluste in Abwärme umgewandelt (Dissipation), sodass die mechanische Leistung um die gesamte Abwärmeleistung
{\displaystyle {\dot {Q}}_{\mathrm {ab} }=P_{\mu }+P_{R}}
vermindert wird:
{\displaystyle \eta _{\mathrm {m} }={\frac {P_{\mathrm {el} }-{\dot {Q}}_{\mathrm {ab} }}{P_{\mathrm {el} }}}=1-{\frac {{\dot {Q}}_{\mathrm {ab} }}{P_{\mathrm {el} }}}}
Auf gleiche Weise kann man Verluste in anderen elektrotechnischen Energiewandlern als Abwärmeleistung berücksichtigen. Geräte der Informationstechnik (wie CPU, Router etc.) hingegen sind selten Energiewandler. Abgesehen von Umwandlungen in Schall oder elektromagnetische Strahlung (Licht, Radiowellen) zur Signalübertragung geben sie ihre aufgenommene elektrische Leistung vollständig als Abwärme ab. Ihre Effizienz lässt sich nicht in einem Wirkungsgrad ausdrücken, sondern wird vielmehr durch den Bedarf an elektrischer Energie bestimmt.
Beispiele
- Bei Glühlampen überwiegt die Abwärmeerzeugung bei weitem die Erzeugung von Licht. Ihr Wirkungsgrad liegt daher bei wenigen Prozent.
- CPUs wandeln die aufgenommene elektrische Leistung vollständig in Abwärmeleistung um. Da diese durch freie Konvektion nicht ausreichend abtransportiert wird, werden leistungsstarke Prozessorkühler eingesetzt.

### Thermodynamik

#### Wärmeübertragung
In wärmetechnischen Anlagen ist Abwärme häufig das Ergebnis real nur beschränkt umsetzbarer Dämmung oder in der Realität auftretender Verluste bei der Wärmeübertragung. Abwärme ist hier ein Verlust an Heizwärme.
Beispiele
- Die Heizwendel in einem Wasserkocher erwärmt nicht nur das eingefüllte Wasser, sondern auch den Werkstoff und die umgebende Luft.
- Ein Verbrennungsmotor erzeugt Abwärme, die neben dem Weg über den Abgasstrang über den Kühler abgegeben wird, da Verbrennungswärme auch an Kolben, Ventile und Zylinderwände usw. abgegeben wird.

#### Kreisprozesse
Wärmemaschinen wie Wärmekraftwerke, Verbrennungsmotoren usw. können nicht betrieben werden, ohne Abwärme an die Umgebung abzugeben. Nach dem Zweiten Hauptsatz der Thermodynamik können Wärmemaschinen keine Arbeit verrichten, ohne dabei eine Temperaturdifferenz zu erzeugen. Solche Anlagen müssen Abwärme demnach auf niedrigem Temperaturniveau abgeben können, um zu funktionieren. Da eine Wärmeübertragung spontan (d. h. von selbst, ohne Arbeitsaufwand) aber nur in Richtung eines Temperaturgefälles abläuft und beim Betrieb eines Kraftwerks ein Gewässer oder die Erdatmosphäre (über Kühltürme) als einzige natürliche Wärmesenke mit niedrigster Temperatur dienen kann, fällt Abwärme hier immer auf Temperaturen oberhalb der Umgebungstemperatur an.
Laut Carnot-Wirkungsgrad steigt der Wirkungsgrad einer Wärmemaschine mit sinkender Temperatur auf der kalten, der wärmeabgebenden Seite. Je niedriger das Temperaturniveau dieser Abwärme, desto höher auch der Wirkungsgrad der Wärmemaschine. Bei Wärmekraftwerken und so auch allen Varianten, (Ab-)Wärme mithilfe von Kreisprozessen zu nutzen, ist man daher bemüht, die Temperatur der Wärmeabgabe so weit wie möglich an die Umgebungstemperatur heranzuführen.
Beispiele
- Ein Verbrennungsmotor gibt Abwärme hauptsächlich über den Abgasstrang ab, da die Verbrennungswärme nicht vollständig bei der Expansion genutzt werden kann.
- Wird die Abgaswärme des Verbrennungsmotors in einem Blockheizkraftwerk weiter zur Wassererwärmung genutzt, kann die Abwärme verringert und der Brennstoffeinsatz verbessert werden. Der Carnot-Wirkungsgrad des Gesamtprozesses (Nutzungsgrad) erhöht sich, da die Temperatur sinkt, bei der das Gesamtsystem Wärme an die Umgebung abgibt.
- Im Hochsommer muss die Leistung von Wärmekraftwerken, die ihre Abwärme in Flüsse oder Seen abgeben, gedrosselt werden, damit die Wassertemperaturen nicht zu stark ansteigen. In wärmerem Wasser ist weniger Sauerstoff gelöst, was Fische und andere Organismen gefährden würde.
- Im Winter ist der Wirkungsgrad der meisten Wärmekraftwerke wegen der niedrigeren Umgebungstemperaturen höher, da Abwärme bei niedrigeren Temperaturen als im Sommer abgegeben werden kann.
- Die Abwasserwärmerückgewinnung aus der Kanalisation kann wegen ihrer gleichmäßigen Temperatur zu einem rentablen Heizungsbetrieb einer Wärmepumpe beitragen.

## Nutzung
Die wichtigsten Informationen zu Potenzial und Qualität von Abwärme sind Aggregatszustand, Energiemenge (pro Zeit), Temperatur, Lastgang sowie technische Auskoppelbarkeit der Abwärme. Diese Daten sind unerlässlich für Wärmenetzbetreiber bzw. Wärmenutzer, um Abwärme in ein bestehendes oder neues Netz oder in ein Wärme-verbrauchendes System einzukoppeln.
In den meisten technischen Prozessen ist man bemüht, die Abwärmeleistung (Abwärmemenge) bereits durch Maßnahmen wie Dämmung, Wärmerückgewinnung oder durch Verwendung geeigneter Werkstoffe (z. B. niedriger ohmscher Widerstand) auf ein technisch und wirtschaftlich sinnvolles Maß zu reduzieren. Die Abwärme einer Anlage zu verringern, bedeutet deshalb meistens, einen höheren Aufwand für diese Maßnahmen zu betreiben und damit die Effizienz der Anlage zu erhöhen.
Die gebräuchlichste Art, die von einem technischen System abgegebene Wärme weiter nutzbar zu machen und damit dessen Wärmeabgabe an die Umgebung zu verringern, ist die Wärmerückgewinnung in Kraftwerken (Rekuperation), in Glashütten, in Klimaanlagen, im Hochofen-Prozess (Winderhitzer) und vielen anderen Kreisprozessen. Dabei werden Wärmeübertrager eingesetzt, die die Wärme aus heißen Abgasen oder warmer Abluft nutzen, um Umgebungsluft oder andere für den Prozess notwendige Medien, die bei niedrigen Temperaturen vorliegen, zu erwärmen (z. B. Frischluft im Winter für eine Klimaanlage).
Obwohl technische Anlagen Abwärme bei teilweise beträchtlichen Leistungen abgeben, beispielsweise bei Kühltürmen von Kraftwerken, ist das Temperaturniveau dieser Wärmequellen für eine wirtschaftliche Nutzung in den meisten Fällen zu niedrig. Eine technische Möglichkeit, Abwärme auf niedrigem Temperaturniveau z. B. in Elektroenergie umzuwandeln, bieten Kreisprozesse wie der Organic Rankine Cycle, bei denen Kohlenwasserstoffe mit besonders niedrigem Siedepunkt als Arbeitsmedium eingesetzt werden, oder Thermoelektrische Generatoren, mit denen sich Elektroenergie direkt aus einem bestehenden Temperaturunterschied zweier Körper beziehen lässt.
Das Temperaturniveau technischer Abwärmequellen kann in der Landwirtschaft beispielsweise bei der Beheizung von Gewächshäusern, beim Spargelanbau oder bei der Fischzucht genutzt werden. In der Permakultur-Bewegung wird die Nutzung von Kompositierwärme mittels Biomeiler diskutiert.
Die Nutzung industrieller Abwärme – sowohl direkt als auch über Wärmepumpen, falls die Abwärmetemperatur nicht ausreicht – gilt als wichtige Wärmequelle für klimafreundliche Fern- und Nahwärmenetze. Die Wärmerückgewinnung hat ein sehr großes Potential zur Steigerung der Energieeffizienz. Mit der in Europa anfallenden Abwärme könnte der gesamte Bedarf des Wärmesektors gedeckt werden. Notwendig zur Erschließung dieses Potentials wäre der Ausbau der Fernwärmeversorgung zum Transport der Abwärme zu den Haushalten. In Deutschland fallen nur in der Industrie pro Jahr etwa 700 bis 800 TWh Abwärme an, von denen mehr als 300 TWh mit Wärmepumpen für Heizzwecke genutzt werden könnten. Die Nutzung industrieller und/oder gewerblicher Abwärme wird von der KFW bezuschusst.